# Carl Styrelius
Carl Styrelius, född 12 november 1732 i Ekebyborna socken, död 1 april 1774 i Vadstena, var en svensk präst och skolmästare i Vadstena krigsmanshusförsamling. 

## Biografi
Carl Styrelius föddes 12 november 1732 på Egeby i Ekebyborna socken. Han var son till bonden Carl Larsson och Catharina Jonsdotter. Styrelius studerade i Linköping och blev höstterminen 1755 student vid Uppsala universitet, Uppsala. Han prästvigdes 14 juni 1762 till huspredikant hos överståthållaren Jakob Albrekt von Lantingshausen. År 1764 blev han huspredikant hos riksrådet Erik von Stockenström. Styrelius blev 28 juli 1767 skolmästare i Vadstena krigsmanshusförsamling. Han tog 13 juni 1769 pastoralexamen och blev 18 december 1772 krigsmanshuspastor i Vadstena krigsmanshusförsamling. Styrelius avled 1 april 1774 i Vadstena och begravdes 8 april samma år i Vadstena klosterkyrka (Amnelska graven).